# Castelo de Coucy
O Château de Coucy é um castelo francês na comuna de Coucy-le-Château-Auffrique, em Picardia, construído no século XIII e renovado por Eugène Viollet-le-Duc no século XIX. Em abril de 1917, o exército alemão dinamitou o donjon e as quatro torres usando 28 toneladas de explosivos para evitar seu uso por observadores de artilharia inimigos à medida que os alemães recuavam na região.

## Galeria

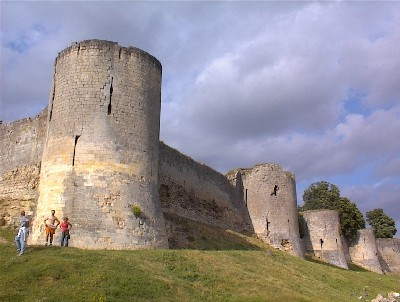
Baluarte de basse-cour
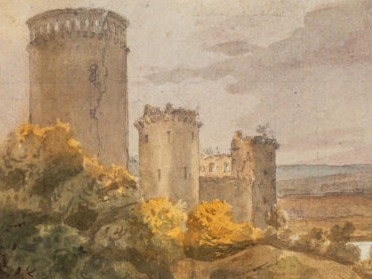
Château de Coucy, aquarela, ca 1820 (Bibliothèque Nationale, Paris)
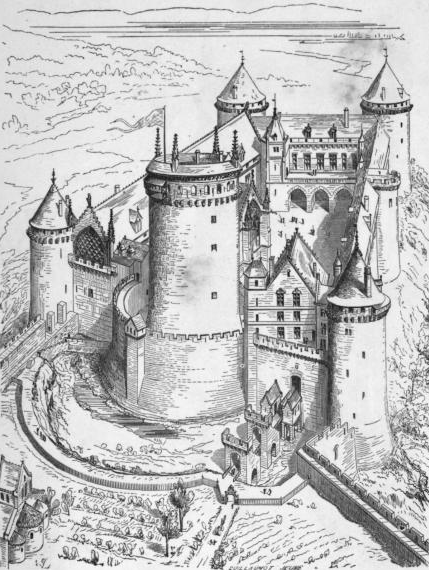
Gravura por Eugène Viollet-le-Duc
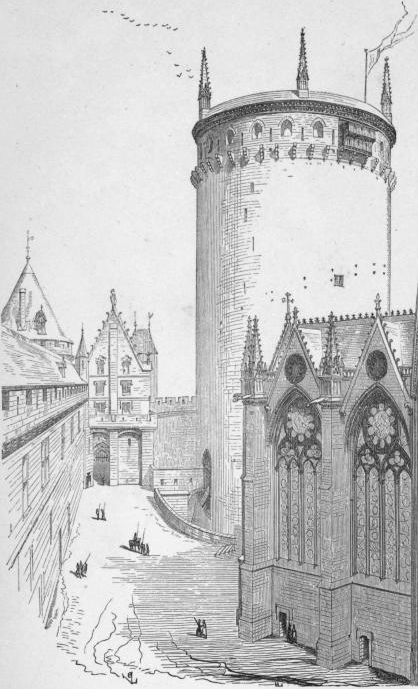
O  basse-cour  e o donjon por Eugène Viollet-le-Duc
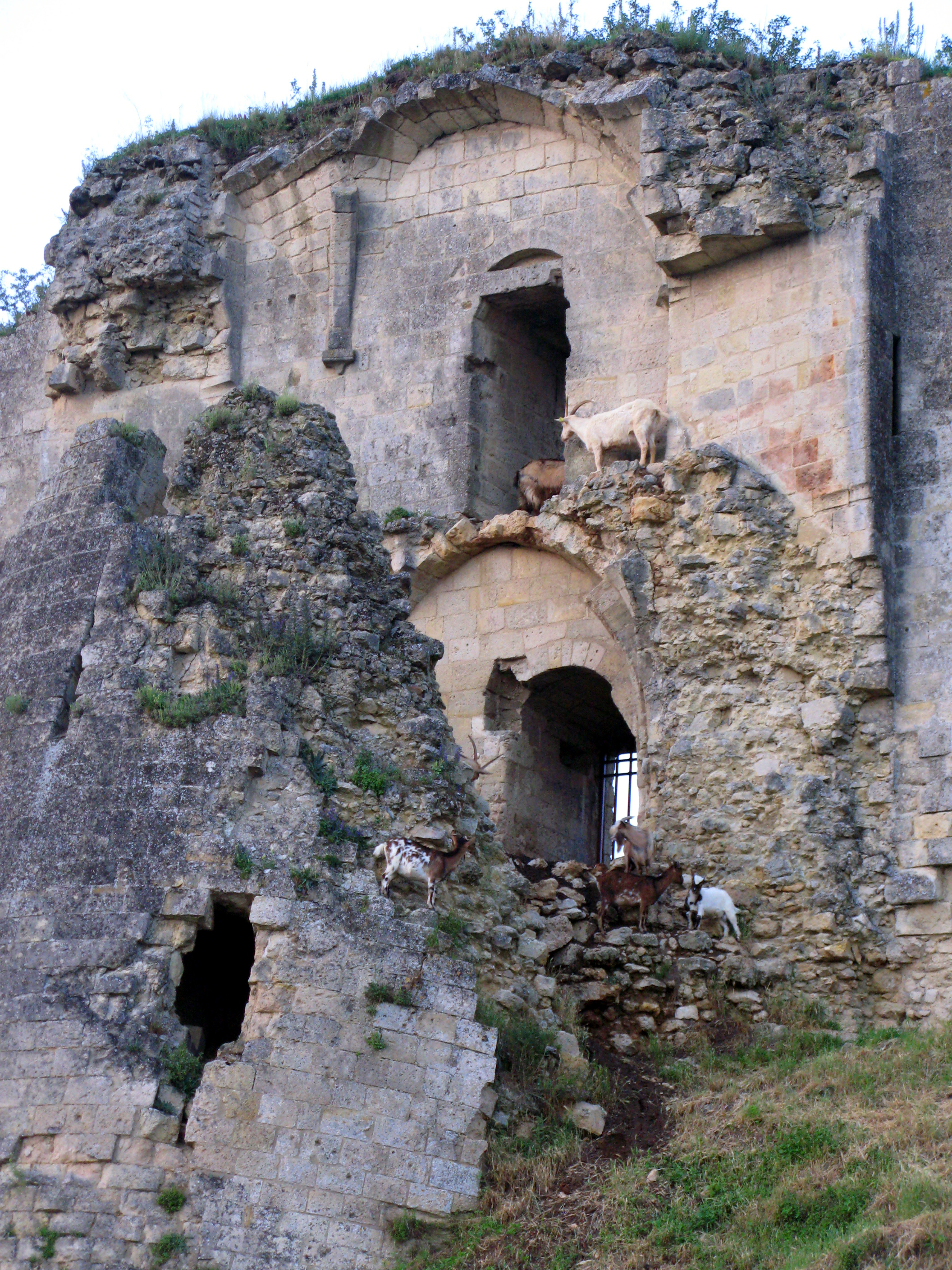
Torre derrubada na parte oeste do basse-cour
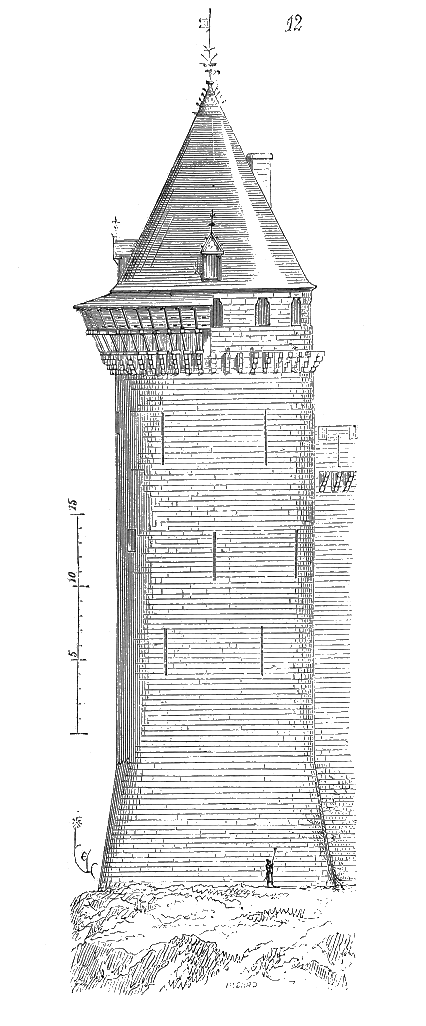
Torre Noroeste do castelo por Eugène Viollet-le-Duc
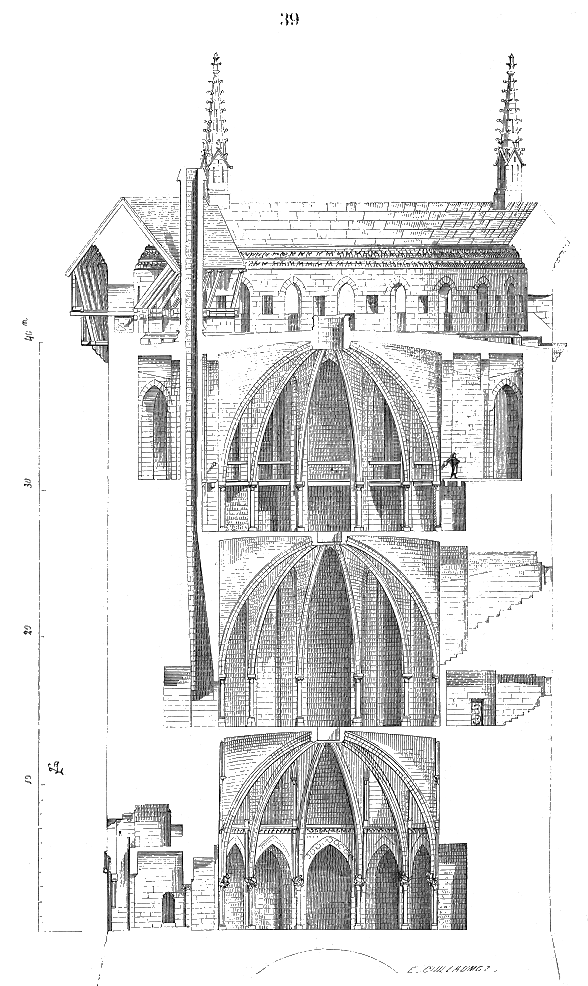
Dentro do donjon, por Eugène Viollet-le-Duc
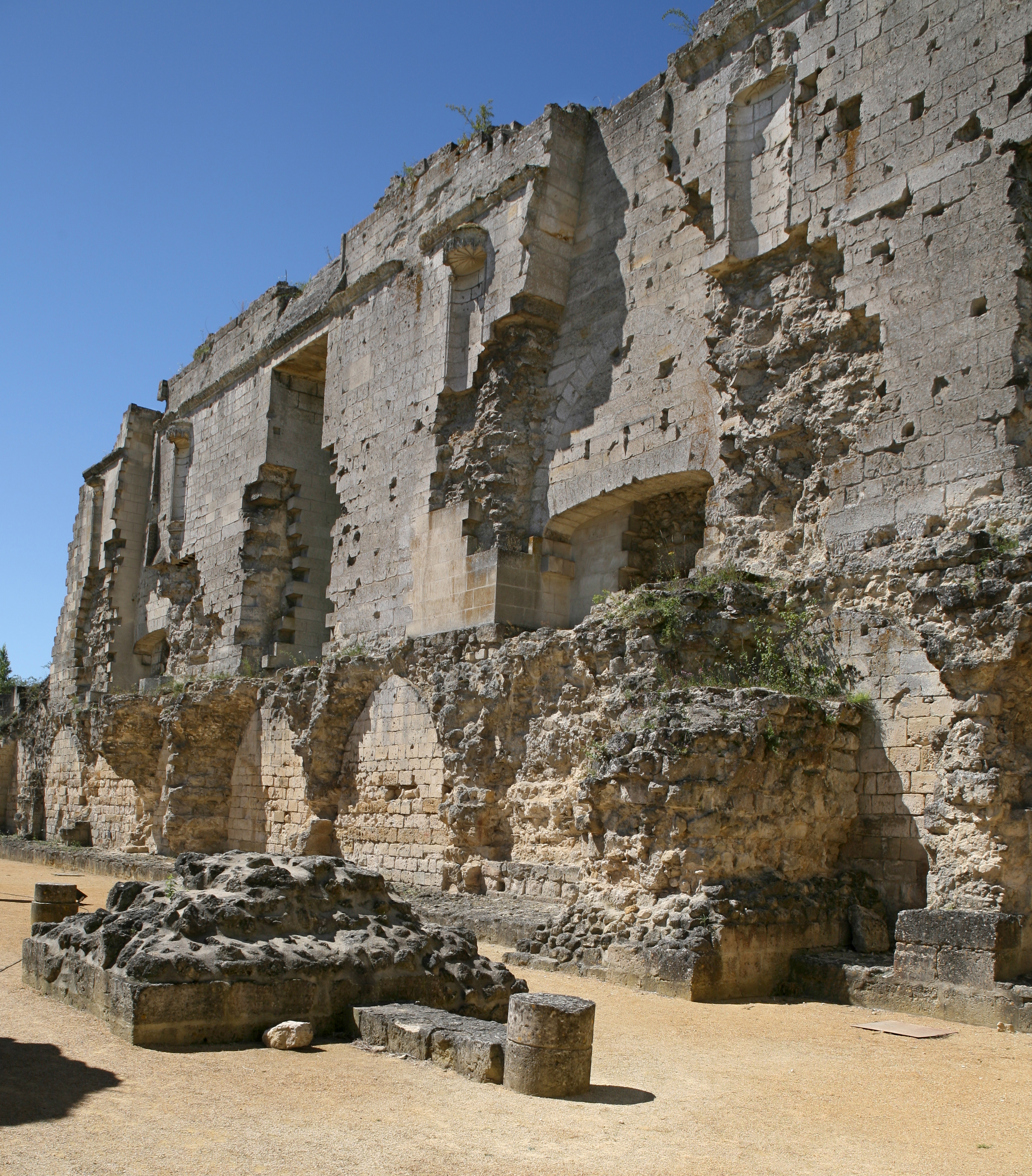
As ruínas do Grande Salão no Château de Coucy